# Castell de Doonagore
El castell de Doonagore és un edifici circular del segle xvi amb un petit recinte murallat, situat a un quilòmetre de distància aproximadament de la localitat costanera de Doolin (província de Munster), al comtat de Clare, República d'Irlanda.
El seu nom significa el «fort dels pujols arrodonits» o el «fort de les cabres»; es troba sobre un pujol que domina Doolin i al costat d'un pal de ràdio més elevat, serveix de referència als vaixells que s'aproximen a l'embarcador de Doolin. Actualment el castell és una llar de vacances privada, sense possibilitat d'accés per al públic.

## Història
La primera estructura del castell va ser construïda per Tadgh MacTurlough MacCon O'Connor amb pedra extreta de la pedrera de Trá Leachain durant el segle xiii, l'actual edifici data del segle xvi. Va ser atorgada a sir Turlough O'Brien d'Ennistymon, una localitat veïna a Doolin, el 1582. L'any 1588, durant la derrota de l'Armada Invencible després del seu intent frustrat d'envair Anglaterra, 170 supervivents d'un naufragi espanyol van ser capturats pel xèrif del comtat de Clare, Boetius MacClancy, i van ser penjats al castell i enterrats en un túmul proper a Doolin anomenat Cnocán an Crochaire.
El castell va ser restaurat a començaments dels anys 1800, però a mitjan aquest mateix segle va tornar a deteriorar-se sota l'atenció de la família Nagle. Als anys 1970 va ser restaurat per l'arquitecte Rex MacGovern de Lardner & Partners per encàrrec d'un comprador dels Estats Units nomenat O'Gorman, la família del qual continua ocupant el castell.